# 伊利亚·沃尔夫松
伊利亚·斯韦托斯拉沃维奇·沃尔夫松（羅馬化：Il'ya Svetoslavovich Vol'fson；1981年6月8日—）是俄罗斯政治人物，第八届国家杜马代表。
2003年至2005年，沃尔夫松在Inkomstroy工作，先担任高级经理，后来担任副主任。2007年至2016年，他担任Siti Stroy公司的副董事兼共同所有人。他辞去职务，成为SMU-88公司集团的董事。2015年，他成为第三届喀山市杜马代表。2019年至2021年，他担任鞑靼斯坦共和国国务委员会代表。自2021年9月起，担任普里沃尔日斯基选区第八届国家杜马代表。

## 制裁
伊利佳科夫于2022年因俄乌战争而受到加拿大和英国政府制裁。